# Moorende (Lilienthal)
Moorende (plattdeutsch Moorenn) ist ein Ortsteil der Gemeinde Lilienthal im Landkreis Osterholz in Niedersachsen.

## Geographie
Der Ort liegt vier Kilometer südöstlich von Worpswede, acht Kilometer nordöstlich von Lilienthal und neun Kilometer südöstlich von Osterholz-Scharmbeck.

## Geschichte
Moorende wurde 1778 im Zuge der Moorkolonisierung gegründet. Im Jahr 1789 wird angegeben, dass die Zahl der Feuerstellen bei 22 liege, die sich auf neun Häuser, zwei Hütten, sieben unbebaute und vier unbesetzte aufteilten. Der Ort hatte zu der Zeit 62 Einwohner, darunter 42 Kinder.